# بيركهولدرية جوفية
بيركهولدرية جوفية (الاسم العلمي: Burkholderia terricola) هي نوع من البكتيريا، سلبية الغرام، تتبع جنس البيركهولدرية.